# Пам'ятки історії Корецького району
У Корецькому районі Рівненської області нараховується 47 пам'яток історії.
| №  | Назва                                                                  | Адреса                                                             |
| -- | ---------------------------------------------------------------------- | ------------------------------------------------------------------ |
| 1  | Пам'ятник воїнам-односельчанам                                         | с. Богданівка                                                      |
| 2  | Пам'ятник воїнам-односельчанам                                         | с. Бранів                                                          |
| 3  | Пам'ятник воїнам-односельчанам                                         | с. Велика Клецька                                                  |
| 4  | Братська могила радянських воїнів                                      | с. Великі Межирічі                                                 |
| 5  | Пам'ятник воїнам-односельчанам                                         | с. Великі Межирічі                                                 |
| 6  | Пам'ятник воїнам-односельчанам                                         | с. Весняне                                                         |
| 7  | Пам'ятник воїнам-односельчанам                                         | с. Гвіздів                                                         |
| 8  | Пам'ятник воїнам-односельчанам і жертвам УБН                           | с. Головниця                                                       |
| 9  | Пам'ятник воїнам-односельчанам                                         | с. Даничів                                                         |
| 10 | Пам'ятник воїнам-односельчанам                                         | с. Дивень                                                          |
| 11 | Пам'ятник воїнам-односельчанам                                         | с. Жадківка                                                        |
| 12 | Пам'ятник воїнам-односельчанам і жертвам УБН                           | с. Забара                                                          |
| 13 | Пам'ятник воїнам-односельчанам і жертвам УБН                           | с. Залізниця                                                       |
| 14 | Братська могила радянських воїнів і партизан                           | с. Застав'я                                                        |
| 15 | Пам'ятник воїнам-односельчанам і жертвам УБН                           | с. Калинівка                                                       |
| 16 | Пам'ятник воїнам-односельчанам                                         | с. Козак                                                           |
| 17 | Пам'ятник воїнам-односельчанам                                         | с. Коловерти                                                       |
| 18 | Пам'ятник воїнам-односельчанам                                         | с. Колодіївка                                                      |
| 19 | Пам'ятник воїнам-односельчанам                                         | с. Копитів                                                         |
| 20 | Братська могила воїнів радянської армії                                | м. Корець, вул. Київська,15 а                                      |
| 21 | Братська могила воїнів радянської армії                                | м. Корець, вул. Київська,45                                        |
| 22 | Пам'ятник воїнам-землякам                                              | м. Корець, вул. Київська                                           |
| 23 | Пам'ятник радянським воїнам і партизанам                               | м. Корець, Привокзальна площа                                      |
| 24 | Меморіальна дошка на честь перебування поета Т. Г. Шевченка у м. Корці | м. Корець, вул. Київська                                           |
| 25 | Могила воїна радянської армії та пам'ятник воїнам-односельчанам        | с. Користь                                                         |
| 26 | Пам'ятник воїнам-односельчанам                                         | с. Крилів                                                          |
| 27 | Пам'ятник воїнам-односельчанам                                         | с. Морозівка                                                       |
| 28 | Пам'ятник воїнам-односельчанам                                         | с. Невірків                                                        |
| 29 | Могила невідомого солдата                                              | с. Новий Корець                                                    |
| 30 | Пам'ятник воїнам-односельчанам                                         | с. Новий Корець                                                    |
| 31 | Пам'ятник воїнам-односельчанам і жертвам УБН                           | с. Самостріли                                                      |
| 32 | Братська могила радянських воїнів і пам'ятник воїнам-односельчанам     | с. Сапожин                                                         |
| 33 | Пам'ятник воїнам-односельчанам                                         | с. Світанок                                                        |
| 34 | Пам'ятник воїнам-односельчанам                                         | с. Устя                                                            |
| 35 | Пам'ятник воїнам-односельчанам і жертвам УБН                           | с. Черниця                                                         |
| 36 | Пам'ятник воїнам-односельчанам                                         | с. Щекичин                                                         |
| 37 | Могила невідомого солдата                                              | с. Богданівка                                                      |
| 38 | Братська могила польських воїнів                                       | м. Корець, католицьке кладовище                                    |
| 39 | Братська могила польських воїнів                                       | м. Корець, біля костьолу                                           |
| 40 | Пам'ятний знак жертвам голодомору                                      | м. Корець, вул. Київська                                           |
| 41 | Могила Терехової Р. С.                                                 | м. Корець, громадське кладовище                                    |
| 42 | Могила невідомого радянського воїна                                    | с. Велика Клецька, південно-західна частина громадського кладовища |
| 43 | Братська могила воїнів УПА                                             | с. Залізниця, східна околиця села                                  |
| 44 | Могила Г. О. Оленіної (Андро)                                          | м. Корець, на території монастиря                                  |
| 45 | Пам'ятний знак на місці розстрілу єврейського населення                | с. Суховоля                                                        |
| 46 | Пам'ятний знак на місці розстрілу єврейського населення                | с. Великі Межирічі, урочище «Цегельня»                             |
| 47 | Пам'ятний знак на місці розстрілу єврейського населення                | с. Козак                                                           |